# Elecciones municipales de 2019 en Móstoles
Las elecciones municipales de 2019 se celebraron en Móstoles el domingo 26 de mayo, de acuerdo con el Real Decreto de convocatoria de elecciones locales en España dispuesto el 1 de abril de 2019 y publicado en el Boletín Oficial del Estado el 2 de abril. Se eligieron los 27 concejales del pleno del Ayuntamiento de Móstoles, a través de un sistema proporcional (método d'Hondt), con listas cerradas y un umbral electoral del 5 %.

## Resultados
6 candidaturas obtuvieron representación en el pleno. La candidatura del Partido Socialista Obrero Español liderada por la alcaldesa Noelia Posse obtuvo una mayoría simple de 10 concejales mejorando en 3 concejales los resultados de las elecciones de 2015. La candidatura del Partido Popular (liderada por Mirina Cortés) obtuvo 6 concejales (6 menos que en 2015). Las candidaturas de Ciudadanos-Partido de la Ciudadanía (liderada por José Antonio Luelmo) y de Vox (encabezada por Israel Díaz López) entraron con 5 y 2 concejales, respectivamente, mientras que las candidaturas de Más Madrid-Ganar Móstoles (encabezada por Gabriel Ortega) y Podemos (encabezada por Mónica Monterreal) obtuvieron 2 concejales cada una. Los resultados completos correspondientes al escrutinio definitivo se detallan a continuación:
| Candidatura                                        | Candidatura                                        | Votos   | %                               | Escaños                         |
| -------------------------------------------------- | -------------------------------------------------- | ------- | ------------------------------- | ------------------------------- |
|                                                    | Partido Socialista Obrero Español (PSOE)           | 32 579  | 33,63                           | 10                              |
|                                                    | Partido Popular (PP)                               | 20 149  | 20,80                           | 6                               |
|                                                    | Ciudadanos-Partido de la Ciudadanía (Cs)           | 16 466  | 17,00                           | 5                               |
|                                                    | Más Madrid-Ganar Móstoles (MMGM)                   | 8125    | 8,39                            | 2                               |
|                                                    | Vox (Vox)                                          | 7379    | 7,62                            | 2                               |
|                                                    | Podemos (Podemos)                                  | 7126    | 7,36                            | 2                               |
| Izquierda Unida Madrid en Pie (IU MeP)             | Izquierda Unida Madrid en Pie (IU MeP)             | 1486    | 1,53                            | 0                               |
| La Izquierda Hoy-Los Verdes (LIH-GMLV)             | La Izquierda Hoy-Los Verdes (LIH-GMLV)             | 1449    | 1,50                            | 0                               |
| Ganemos Móstoles Ecologistas Sí Se Puede (Ganemos) | Ganemos Móstoles Ecologistas Sí Se Puede (Ganemos) | 451     | 0,47                            | 0                               |
| Socialismo Mostoleño (SOMOS)                       | Socialismo Mostoleño (SOMOS)                       | 397     | 0,41                            | 0                               |
| Unidos Móstoles (UDMS)                             | Unidos Móstoles (UDMS)                             | 379     | 0,39                            | 0                               |
| Unión de Ciudadanos Independientes (UCIN)          | Unión de Ciudadanos Independientes (UCIN)          | 217     | 0,22                            | 0                               |
| Votos en blanco                                    | Votos en blanco                                    | 678     | 0,70                            | n/a                             |
| Votos válidos                                      | Votos válidos                                      | 96 881  | 100,00                          | 27                              |
| Votos nulos                                        | Votos nulos                                        | 522     | Participación: \| \| 62,32 % \| | Participación: \| \| 62,32 % \| |
| Votantes                                           | Votantes                                           | 97 403  | Participación: \| \| 62,32 % \| | Participación: \| \| 62,32 % \| |
| Electores                                          | Electores                                          | 156 287 | Participación: \| \| 62,32 % \| | Participación: \| \| 62,32 % \| |
|                                                    | 62,32 %                                            |         |                                 |                                 |

## Concejales electos
Relación de concejales electos:
| N.º | Nombre                            | Lista | Lista   |
| --- | --------------------------------- | ----- | ------- |
| 1   | Noelia Posse Gómez                |       | PSOE    |
| 2   | Mirina Cortés Ortega              |       | PP      |
| 3   | José Antonio Luelmo Recio         |       | Cs      |
| 4   | Alejandro Martín Jiménez          |       | PSOE    |
| 5   | Rebeca Prieto Moro                |       | PSOE    |
| 6   | Alberto Rodríguez de Rivera Morón |       | PP      |
| 7   | Raquel Guerrero Vélez             |       | Cs      |
| 8   | Aitor Perlines Sánchez            |       | PSOE    |
| 9   | Gabriel Ortega Sanz               |       | MMGM    |
| 10  | Israel Díaz López                 |       | Vox     |
| 11  | Mónica Monterreal Barrios         |       | Podemos |
| 12  | Mercedes Parrilla Martín          |       | PP      |
| 13  | Beatriz Benavides Fuster          |       | PSOE    |
| 14  | Julio Rodríguez Fernández         |       | Cs      |
| 15  | Carlos Rodríguez del Olmo         |       | PSOE    |
| 16  | Eva María Sánchez López           |       | PP      |
| 17  | María Luisa Ruiz González         |       | PSOE    |
| 18  | César Ballesteros Ferrero         |       | Cs      |
| 19  | David Muñoz Blanco                |       | PSOE    |
| 20  | Susana García Millán              |       | MMGM    |
| 21  | Colomán Trabado Pérez             |       | PP      |
| 22  | Sarabel Lara González             |       | Vox     |
| 23  | María Dolores Triviño Moya        |       | PSOE    |
| 24  | Natividad Gómez Gómez             |       | Podemos |
| 25  | Eduardo de Santiago Dorado        |       | PP      |
| 26  | Sara Isabel Pino Rosado           |       | Cs      |
| 27  | Victorio Martínez Armero          |       | PSOE    |